# قتل مونا حیدری
مونا حیدری (۱۳۸۳ – ۱۶ بهمن ۱۴۰۰) مشهور به غزل حیدری، دختر نوجوان ایرانی عرب اهل اهواز بود. او در کودکی ازدواج کرد و توسط شوهر و برادر شوهرش که پسرعموهای وی بودند، در سن ۱۷ سالگی به قتل رسید. انتشار ویدئویی از شوهر مونا حیدری در حالی که سر بریدهٔ همسرش را در میدان کسایی در منطقهٔ خشایار شهر اهواز می‌چرخاند بازتاب وسیعی در رسانه‌های داخلی و خارجی و جامعهٔ ایران داشت. مادر قاتل (سجاد حیدری) علت اقدام به قتل را تحریک غیرت و مردانگی پسرش از سوی اطرافیان اعلام کرد و گفت که پس از فرار همسر پسرش از ایران، اطرافیانِ پسرش «چپ و راست غیرت و مردانگی او را تحریک می‌کردند». او دربارهٔ دلیل گرداندن سر بریده غزل (مونا) گفت: «سجاد در هر محله و خیابانی که به او انگ بی‌غیرت زده بودند سر غزل را گَرداند تا مثلاً به همه بگوید: من آدم بی‌غیرتی نیستم.»
قاتلِ وی نهایتاً با بخششِ خانوادهٔ مقتول، در موارد حیثیت خصوصی، قرار موقوفی تعقیب دریافت کرد. اما از لحاظ جنبه عمومی جرم از حیث مباشرت در قتل عمدی به تحمل ۷ سال و نیم حبس تعزیری و از حیث جنبه عمومی ایراد ضرب و جرح عمدی به ۸ ماه حبس محکوم شده است.

## قبل از جنایت
مونا (غزل) حیدری در ۱۲ سالگی به اجبار خانواده با پسر عمویش سجاد حیدری ازدواج کرد. آن‌ها یک پسر سه ساله داشتند. بر طبق این اظهارات «مونا حیدری همواره تحت خشونت خانگی بود و هربار که دربارهٔ طلاق حرف زد و از آزارهای همسرش گفت، او را قانع کردند که باید به خاطر فرزندش زندگی‌اش را ادامه بدهد؛ اما عاقبت مونا قید همه چیز را زد و فرار کرد.»

### فرار به ترکیه
از ماجرای فرار مونا حیدری به ترکیه دو روایت مختلف وجود دارد:

#### روایت اول
«برخی می‌گویند، او در فضای مجازی با مردی اهل سوریه که ساکن ترکیه بود، آشنا شد و با وعدهٔ رهایی از زندگی دشواری که داشت، با برداشتن مقداری پول و طلا راهی ترکیه شد؛ اما آنجا هم مرد همراهش بعد از اینکه پول و طلاهای او را گرفت، رهایش کرد و مونا شش ماه بعد از ترک خانه، به ناچار با برادرش تماس گرفت و گفت پشیمان است و می‌خواهد برگردد. بعضی‌ها هم می‌گویند فردی که مونا با او از خانه فرار کرده، همشهری او بوده و رهایش کرده است.»

#### روایت دوم
شخصی در گفتگوی صوتی با رادیو زمانه سن ازدواج مونا (غزل) حیدری را ۱۵ سالگی عنوان کرده است. او گفته است که مونا حیدری که در دو سال از کودک‌همسر، کودک‌مادر می‌شود و یک فرزند پسر داشته، پس از خواستگاری پسرعمویش از وی، به این ازدواج راضی نبوده و می‌گوید من پسرعمویم را نمی‌خواهم. این حرف به گوش پسرعمویش می‌رسد و پس از ازدواج در تمام مدت قصد انتقام داشته و می‌گفته چرا و با چه جرأتی در حضور دیگران گفته بودی من را نمی‌خواهی، تو می‌خواستی من را کوچک کنی من هم انتقام خواهم گرفت.
این فرد که با خانواده مونا آشنایی دارد و در جریان بازگرداندن مونا از ترکیه به ایران بوده اظهار داشته است که به دلیل اختلافات بسیاری که مونا حیدری با شوهرش داشته و چندین بار مورد ضرب و شتم قرار گرفته بوده، بارها از پدرش تقاضا می‌کرده که طلاق او را بگیرد. در نهایت وقتی از طرف خانواده‌اش مورد حمایت قرار نمی‌گیرد فرار می‌کند. از طریق اینستاگرام با مردی اهل سوریه که ساکن مرسین ترکیه بوده آشنا می‌شود. آن مرد وقتی متوجه می‌شود که مونا حیدری طلا دارد، او را به ترکیه می‌کشاند. مرد سوری پس از رسیدن به هدفش با مونا حیدری بدرفتاری می‌کند و با خانوادهٔ وی به منظور اخاذی تماس می‌گیرد و ۵۰۰۰ دلار از آنان طلب می‌کند تا مونا (غزل) را آزاد کند. خانوادهٔ مونا حیدری شماره حساب آن مرد را می‌گیرند و پرونده‌ای در اینترپل برایش تشکیل می‌دهند. مرد دستگیر می‌شود و مونا (غزل) به کمپ نگهداری از کودکان سپرده می‌شود. پس از آن پدر (جواد حیدری) و عموی مونا (امین حیدری معروف به ابوعطیه) به ترکیه می‌روند. طبق گفتهٔ مونا حیدری او وقتی با پدرش روبرو می‌شود احساس امنیت می‌کند و با تضمین پدر مبنی بر محافظت از او، به ایران بازمی‌گردد.

## وقوع جنایت
چند روز پس از بازگشت او به خانه، شوهر و برادر شوهرش دست و پایش را بستند و سرش را بریدند.
۱۶ بهمن ۱۴۰۰، برادر سجاد حیدری، پیکرِ بی‌سرِ مونا را در پتو پیچید و در منطقه‌ای دیگر رها کرد. سجاد حیدری شوهر مونا حیدری با لباس سیاهرنگ در حالیکه در یک دست قمه داشت و در دست دیگرش سر بریدهٔ همسرش، در میدان کسایی شهر اهواز قدم زد.
دادستان اهواز در رابطه با قتل حیدری، از بازداشت همسر و برادر همسر او خبر داد و گفت: «این خانم جوان به کشور ترکیه فرار کرده و از آن‌جا یک‌سری تصاویر را برای همسر خود ارسال کرده بود که این تصاویر سبب تحریک احساسات همسر وی شده است.»

### روایت پدر غزل حیدری دربارهٔ قبل از جنایت
پدر غزل حیدری در گفتگویی با خبرنگار خبرگزاری فارس گفت: «هیچ اجباری در ازدواج دخترم وجود نداشت و اتفاقاً شوهرش بهترین زندگی را برای وی فراهم کرده بود، دعوای زن و شوهری بین آن‌ها پیش می‌آمد و گاهی به خانهٔ ما به حالت قهر می‌آمد اما در حد دو سه روز بود و بعد سر خانه و زندگی اش برمی‌گشت. شما می‌دانید این دعواها بین زن و شوهر طبیعی است و تا کنون غزل تقاضایی برای طلاق نکرده بود.»
پدر غزل در مورد دیدار با دخترش در ترکیه گفت: «من دخترم را بعد از چند ماه دیده بودم او را بغل کردم و بوسیدم سرزنشش کردم که چرا اینکار را کرده و از غزل خواستم به زندگی خودش برگردد غزل هم هیچ مخالفتی نکرد و به اشتباه خودش اعتراف کرد. جریان ترکیه آمدنش را که سؤال کردم غزل تعریف کرد: شبی که خانه را ترک کردم من را در تهران تحویل سه نفر دادند که ایرانی بودند که دو نفر آن‌ها من را مورد اذیت و آزار قرار دادند او گفت یک شب در تهران مانده و بعد از مرز خوی خارج شده است.»
او این افرد را قاچاقچی‌هایی معرفی می‌کند که عبد جمونگ (مرد سوری) به آن‌ها پول پرداخت کرده بود. وی اظهار می‌دارد که عبد جمونگ از ترس دولت ترکیه غزل را عقد کرده و برایش عروسی گرفته بود. به گفتهٔ پدر غزل، عبد جمونگ از طریق ارسال عکس برای خانواده و همسر غزل آنها را عصبی می‌کرد و به سجاد (همسر غزل) می‌گفت: «یادت هست یک ماه ارتباط بین شما و زنت خراب شد من به غزل گفته بودم با تو اینطور رفتار کند، یا من به غزل گفتم بچه را سقط کند یادت هست غزل در را به روی تو قفل کرد! من بهش گفتم این کار را بکند.»
پدر غزل می‌افزاید: «دو مرتبه با وعده اینکه اگر فلان مبلغ را واریز کنید دختر شما برمی‌گردانم ما هم که دستمان به هیچ جا بند نبود اعتماد کردیم و یکبار ۱۵۰ میلیون تومان و بار دیگر ۱۶ میلیون تومان برای وی واریز کردیم اما غزل را بازنگرداند.»
پدر غزل حیدری دربارهٔ ورودشان به ایران تا زمان کشته شدن دخترش چنین گفت:
«پس از تأیید ورود قانونی غزل به ایران از ترمینال سوار اتوبوس شدیم و جمعه شب به اهواز رسیدیم، همان موقع پدر سجاد پیشنهاد داد غزل را دست فلان مأمور که مورد اعتماد ما بود بدهیم و به خانه برگردیم اما من مخالفت کردم و گفتم غزل را با خودم به خانه می‌برم تا مادرش را ببیند و شنبه غزل را تحویل کلانتری بدهیم. غزل به همراه من به خانه آمد و با خودم گفتم حالا که غزل آمده، روز شنبه شکایت قبلی را از سر بگیریم و حداقل با کمک دخترم باند خرید و فروش دختران که در اهواز است را دستگیر کنند. غزل از دیدن مادرش خیلی خوشحال شد، وقتی دیدیم اتفاق خاصی نیفتاد تحویل دادن غزل به کلانتری یا اداره آگاهی را به یکشنبه موکول کردم. همان روز بعد از صرف نهار از خانه بیرون زدم، بعد از رفتن ما پدر سجاد با عجله خانهٔ ما آمده و از غزل خواسته به سرعت سوار ماشین شود تا به کلانتری بروند که در میان راه سجاد جلوی ماشین را می‌گیرد و آن اتفاق می‌افتد و غزل کشته می‌شود.»

### روایت شاهدان روز جنایت
یکی از مغازه‌دارانی که شاهد گرداندن سرِ بریده شدهٔ غزل حیدری در میدان کسایی اهواز بوده، دربارهٔ روز حادثه گفت:
«در حال کار بودیم که دیدیم یک ماشین سر میدان ایستاد و مردی پیاده شد و سر بریدهٔ دختری در دستش بود. بعد شنیدیم که جنازهٔ دختر را در خیابان ناصرخسرو انداخته و سرش را به میدان کسایی آورده و گردانده است. سه روز است که ما کسبه این میدان نه می‌توانیم بخوابیم نه حتی غذا بخوریم.»
یک فرد دیگر که از تعمیرکاران شاغل در این محله است نیز اظهار داشت که آن صحنه از یادش نمی‌رود و هنوز حال خوبی ندارد. به گفتهٔ او، مردم این منطقه پس از دیدن چنین صحنه‌ای از نظر روحی بسیار آشفته شده‌اند: «همه ما وقتی شب به خانه می‌رویم، لرز می‌کنیم.»

## پیشینه قتل‌های ناموسی در خوزستان
عاطفه بروایه، کنشگر اجتماعی ایرانیِ عرب، اواسط دی‌ماه سال ۱۴۰۰ اعلام کرده بود که بر اساس تحقیقات صورت گرفته در دو سال گذشته، دست‌کم ۶۰ زن در خوزستان به دلایل ناموسی به قتل رسیده‌اند و در ارتباط با این ۶۰ مورد قتل تاکنون حتی یک نفر هم مجازات نشده و حتی خانواده‌ها از قاتلان شکایتی نکرده‌اند. وی افزوده «عادت‌هایی که در جامعه عرب رو به تغییر بود، به دلیل شرایط اقتصادی و اقلیمی و فقر افزایش داشته است.»

## توقیف پایگاه خبری رکنا
بعدازظهر روز ۱۶ بهمن ۱۴۰۰ خبر و تصاویر مربوط به قتل مونا حیدری توسط پایگاه خبری رکنا برای نخستین‌بار منتشر شد. اداره کل مطبوعات و خبرگزاری‌های داخلی صبح روز ۱۷ بهمن اعلام کرد که به دلیل «انتشار تصاویر و مطالب مغایر با عفت عمومی» و انعکاس حوادث به نحوی مغایر با «بهداشت روانی جامعه»، به این پایگاه خبری تذکری کتبی ارسال کرده است.
ساعاتی بعد برخی خبرگزاری‌ها به نقل از ایمان شمسایی، مدیر کل این سازمان زیرمجموعه وزارت فرهنگ و ارشاد اسلامی، گزارش داد هیئت نظارت بر مطبوعات خبرگزاری رکنا را به دلیل «انتشار تصویری دردناک از یک بانوی مقتول اهوازی و برهم خوردن فضای روانی جامعه» توقیف کرده است.

## واکنش‌ها
- کیومرث کشوری، سرپرست فرماندهی انتظامی اهواز از بازداشت دو نفر از متهمان به این قتل خبر داده و انگیزه آن‌ها را «مشکلات خانوادگی» اعلام کرده است.[۱۷]
- شیخ عباس حیدری از بزرگان طایفه حیدری (حیادر)، یکی از طایفه‌های عرب خوزستان که قاتل و مقتول هر دو منسوب به آن هستند، خواستار برگزاری دادگاه علنی برای این قتل ناموسی شد و گفت: «اگر دادگاه علنی برگزار شود و مردم آن را از تلویزیون ببینند درس عبرتی می‌شود و می‌تواند گامی برای پیشگیری از قتل‌های آینده باشد.» وی افزود: «اینکه مردم انزجارشان را نشان دادند و آن را محکوم کردند کافی نیست و این محکومیت باید از سوی دستگاه قضا صورت گیرد.»[۱۸]
- شیخ کریم خلف‌زاده سواری از شیوخ طایفه سواری، یکی از طایفه‌های عرب خوزستان، می‌گوید: «در قانون مجازات اسلامی، قتل ناموسی آنچنان مجازاتی ندارد و قاتلان مشمول عفو و تخفیف مجازات شده و بعد از مدتی آزاد می‌شوند، به همین دلیل انتظار داریم در مواد قانونی تجدیدنظر شود.»[۱۸]
- صلاح سالمی، فعال اجتماعی می‌گوید: معمولاً برخورد جامعه با چنین قضایایی عاطفی و هیجانی است، اما کسی به فکر حل ریشه‌ای مسئله نیست. وی معتقد است چون افرادی که مرتکب قتل ناموسی می‌شوند در ساختار قبیله‌ای رشد کرده‌اند، حتی اگر محکوم به قصاص هم بشوند، باز از ارزش‌هایشان دست برنمی‌دارند. وی می‌افزاید: قبیله یک ساختار کاملاً ابتدایی جوامع بشری و مربوط به زمان قبل از شکل‌گیری دولت‌هاست. اینکه دولت نخبگان جامعه را به حاشیه براند و به قبایل و سران آن ارج بگذارد باعث تقویت ساختار قبیله‌ای می‌شود و تا وقتی این روند ادامه دارد، این حوادث هم تکرار می‌شود. همان‌طور که در قتل ناموسی اخیر مشاهده کردیم مرد به خیابان آمد و از سوی افرادی تشویق و تحسین شد که برآمده از همین ساختار قبیله‌ای هستند.[۱۸]
- آذر منصوری، دبیرکل حزب اتحاد ملت ایران اسلامی در توییتی نوشت: «مونا حیدری، این بار در خوزستان قربانی دیگر قتل‌های ناموسی می‌شود چرا که: ۱. لایحه تأمین امنیت زنان پس از سال‌ها رفت و برگشت بین نهادهای مسئول معطل مانده است.» او در ادامه به «سرانجام نرسیدن لایحه رومینا» و اینکه «خشونت علیه زنان رسماً و به اشکال مختلف تئوریزه و بازتولید می‌شود» را از دلایل تکرار قتل‌های ناموسی عنوان کرد.[۱۹]
- بسیاری از کاربران شبکه‌های اجتماعی به این بهانه به یاد پروندهٔ رومینا اشرفی، دختری که با ضربه داس پدرش گردن زده شد و حکم ۹ سال زندان پدر او افتادند.[۱]
- علی حسینی رئیس پلیس فتای خوزستان گفت: با افرادی که تصاویر جرائم خشن را در فضای مجازی منتشر می‌کنند، برخورد جدی صورت می‌گیرد.[۲۰]
- انسیه خزعلی معاون رئیس‌جمهور در امور زنان در توییتی نوشت: «‏یکی چون شهید حججی بابت حفاظت از ناموس سر می‌دهد و دیگری به نام ناموس داعش وار جنایت می‌کند! معاونت امور زنان و خانواده ریاست جمهوری، به جد پیگیر تصویب قانون و اجرا از مجلس و قوه قضاییه خواهد بود.»[۲۱]
- فاطمه قاسم‌پور نماینده مردم تهران و رئیس فراکسیون زنان و خانواده مجلس شورای اسلامی در توییتی نوشت: «برای عده ای در برخی بافت‌های فرهنگی کشور، غیرت با مصادیق غلطی ملازمه پیدا کرده. مبلغان دینی و دستگاه‌های تبلیغی و همچنین کنشگرانی که در این فضاها فعالیت می‌کنند، بایستی این مصادیق غلط را تبیین کنند تا مفهوم درست غیرت مردانه جایگزین شود. باید مسؤولانه به فکر اصلاح خطاهای فاحش فرهنگی باشیم.» وی در توئیت دیگری نیز نوشت: «بررسی نهایی لایحه حمایت از زنان در برابر خشونت در کمیته تخصصی به پایان رسیده و بعد از بررسی بودجه ۱۴۰۱، با توجه به تصویب فوریت لایحه در مجلس، بدون نوبت در کمیسیون اجتماعی و صحن مجلس بررسی خواهد شد.»[۲۲]
- فاطمه رحمانی عضو هیئت رئیسه فراکسیون زنان و خانواده مجلس نیز در توییتر نوشت: «ارتکاب جنایت هولناک و رفتار داعش گونه قاتل اهوازی نسبت به همسرش را نمی‌توان با هیچ قانونی عقوبت کرد. این فاجعه نشان داد در موضوع حمایت از زنان کم‌کاری‌های عمیق و جدی وجود دارد و صرف وضع قوانین موجب پیشگیری نخواهد شد. گرچه تصویب لایحه حمایت از زنان در برابر خشونت اولویت کمیسیون اجتماعی مجلس است.»[۲۲]
- سید کریم حسینی نمایندهٔ اهواز در مجلس شورای اسلامی با بیان اینکه نمی‌شود از واقعه تلخ قتل زن جوان اهوازی گذشت یا در مورد آن اظهارنظری نداشته باشیم، گفت: یکی از عوامل تأثیرگذار در این خصوص عدم اجرای برخی از موارد از جمله برخورد با بزهکاران است.[۲۳]
- عباس عبدی در روزنامه اعتماد نوشت: سکوت اصولگرایان دربارهٔ قتل مونا حیدری به منزله تأیید است. اصولگرایان که باید قتل دختر اهوازی را محکوم کنند سکوت کرده‌اند زیرا به‌صورت سنتی آنان این رفتار را مانع از تخلفات جنسی می‌دانند پس سکوت‌شان به منزله توافق نسبی با این رویداد وحشتناک است.[۲۴]
- علی‌اصغر عنابستانی، نمایندهٔ سبزوار در گفت‌وگو با سایت «انتخاب» گفت قتل مونا حیدری در اهواز به کودک‌همسری ارتباطی نداشت و همه مسائل را نباید به هم ارتباط دهیم.[۲۵]
- قوهٔ قضائیه رسانه‌ها را دربارهٔ انتشار فیلم و عکس تهدید کرد. ذبیح‌الله خداییان، سخنگوی قوه قضائیه، رسانه‌ها را دربارهٔ «️انتشار فیلم یا عکس که منجر به جریحه‌دار شدن احساسات عمومی و موجب ناراحتی مردم شود» تهدید کرد. او افزود: «انتشار این تصاویر یا فیلم‌ها در فضای مجازی و رسانه‌ها ممنوع است.»[۲۶]

## واکنش‌ها به لایحهٔ تأمین امنیت زنان
با قتل مونا حیدری مسئله لایحهٔ تأمین امنیت زنان در ایران توسط فعالان اجتماعی و رسانه‌ها مطرح شد. فعالان ایران می‌گویند لایحه حفظ کرامت و حمایت از زنان در برابر خشونت نه تنها در مجلس معطل مانده است و بعد ۱۲سال هنوز به مرحله تصویب نرسیده است، بلکه زمزمه‌هایی به گوش می‌رسد که دولت سیزدهم این لایحه را دوباره از مجلس گرفته است. دبیرکل اتحاد ملت ایران به قتل فجیع مونا حیدری در توئیتر واکنش نشان داد و مسئلهٔ لایحهٔ تأمین امنیت زنان را مطرح کرد.

## حکم دادگاه
سخنگوی قوه قضائیه جمهوری اسلامی ایران خبر داد سجاد حیدر نوا متهم به مباشرت در قتل عمد، ایراد ضرب و جرح عمدی مقتول و اخلال در نظم عمومی و حیدر حیدر نوا متهم به معاونت در ارتکاب قتل عمد هستند. اولیا دم گذشت کردند و با توجه به قابل گذشت بودن این قسمت از اتهام به استناد بند پ ماده ۱۳ قانون آیین دادرسی کیفری در مواردی که جرم واجد جنبه و حیثیت خصوصی است پرونده منتهی به صدور قرار موقوفی تعقیب شده اما از لحاظ جنبه عمومی جرم متهم ردیف اول از حیث مباشرت در قتل عمدی به تحمل ۷ سال و نیم حبس تعزیری و از حیث جنبه عمومی ایراد ضرب و جرح عمدی به ۸ ماه حبس محکوم شده است. متهم ۱۳ ساله ردیف دوم نیز به ۴۵ ماه حبس تعزیری از باب معاونت در قتل عمدی محکوم شد، اما در شهریور ماه ۱۴۰۲ به دلیل عذاب وجدان خودکشی کرد.